# Robert Dudley, I conte di Leicester
Robert Dudley, I conte di Leicester (24 giugno 1532 – Cornbury, 4 settembre 1588), fu per lungo tempo favorito della regina Elisabetta I d'Inghilterra.
Era il figlio minore di John Dudley, duca di Northumberland, che fu giustiziato nel 1553 per avere tentato di fare salire Lady Jane Grey al trono d'Inghilterra, e di Jane Guildford. 

## Biografia
Robert Dudley fu temporaneamente imprigionato, insieme al padre e ai fratelli Guilford, John e Henry Dudley, nella Torre di Londra, e la sua permanenza coincise con quella dell'amica d'infanzia, la principessa Elizabeth Tudor, che vi era stata mandata dietro ordine della sorella maggiore, la regina Maria I d'Inghilterra. A quell'epoca Robert era già sposato con Amy Robsart.
Un documento intitolato Leycester's Commonwealth, che fu bandito in Inghilterra quando fu pubblicato in tutta Europa, ipotizza che Dudley fosse al centro di un'intricata cospirazione. Si dice che abbia avvelenato la sua prima moglie, Amy Robsart, ed il conte di Essex, per poterne sposare la vedova. Molti aristocratici di spicco iniziarono a sospettare le sue macchinazioni, viste come tentativi per salire al potere, e si unirono per contrastarlo.

## La relazione con Elisabetta
Con l'ascesa al trono di Elisabetta, Dudley fu nominato maestro di stalla: vi erano già voci diffuse su una loro relazione. Nel 1560 la moglie di Dudley morì: fu trovata in fondo a una rampa di scale e si suppose fosse caduta. Alcuni credevano fermamente che Dudley ne avesse organizzato l'omicidio per essere libero di sposare la regina; in effetti, secondo quanto afferma una valida fonte scritta, sul cranio del cadavere della donna furono trovate due ferite profonde, l'una un centimetro, l'altra ben cinque; quest'ultima sarebbe bastata da sola a causare la morte di Amy. Diverse persone potevano essere sospettate al riguardo, tra cui Dudley, la regina Elisabetta, o magari persino qualche servitore, volenteroso di vedere un matrimonio tra Dudley e la stessa regina. Inoltre non è da escludere che si sia trattato di un incidente, poiché si dice che Amy soffrisse di un tumore al seno: esso avrebbe potuto essere causa di una cavità vuota tra le ossa del collo, il quale non avrebbe resistito all'impatto, se la testa avesse sbattuto contro una parete oppure contro gli scalini.
Per ironia della sorte la morte di Amy mise fine a qualunque ambizione Dudley avesse. Elisabetta, da un lato attenta all'opinione pubblica e dall'altro poco convinta di volere davvero un matrimonio con il figlio di John Dudley, condannato per tradimento, non mostrò mai di essere seriamente intenzionata a sposare il suo favorito.
Nel 1563 Elisabetta propose Dudley come secondo marito per la vedova Maria Stuarda, regina di Scozia, che lei sperava di neutralizzare facendole sposare un protestante. I documenti di Stato riportano che lei avesse alluso a questo matrimonio come a una ricompensa a Dudley per i suoi servizi alla corona. Maria, oltraggiata dall'idea di accettare come marito il maniscalco di Elisabetta, che si diceva fosse anche suo amante, lo rifiutò. L'anno seguente Elisabetta gli concesse la contea di Leicester, rendendolo così il suo protetto ufficiale per la vita.

## Una vita romantica
Dudley fu sempre il beniamino delle donne. Fu sospettato di avere sposato segretamente la vedova Douglas Howard nel 1573, sebbene non siano mai emerse testimonianze certe in tal senso, così come la legalità di qualunque contratto tra loro non è mai stata dimostrata. In seguito Dudley la lasciò per Lettice Knollys, vedova di Walter Devereux, I conte di Essex e prima cugina da parte di madre della regina Elisabetta. Lettice era figlia di Catherine Carey, figlia di Maria Bolena, sorella di Anna. A Dudley fu richiesto di sposare Lettice due volte perché il padre di lei, Francis Knollys, ricordando lo sfortunato matrimonio di Lady Douglas, insistette per potere assistere personalmente alla cerimonia.
Il matrimonio offese oltremodo la regina, tanto che ella bandì Leicester da corte per qualche tempo e non ricevette mai la nuova Lady Leicester, da lei chiamata "la lupa". 

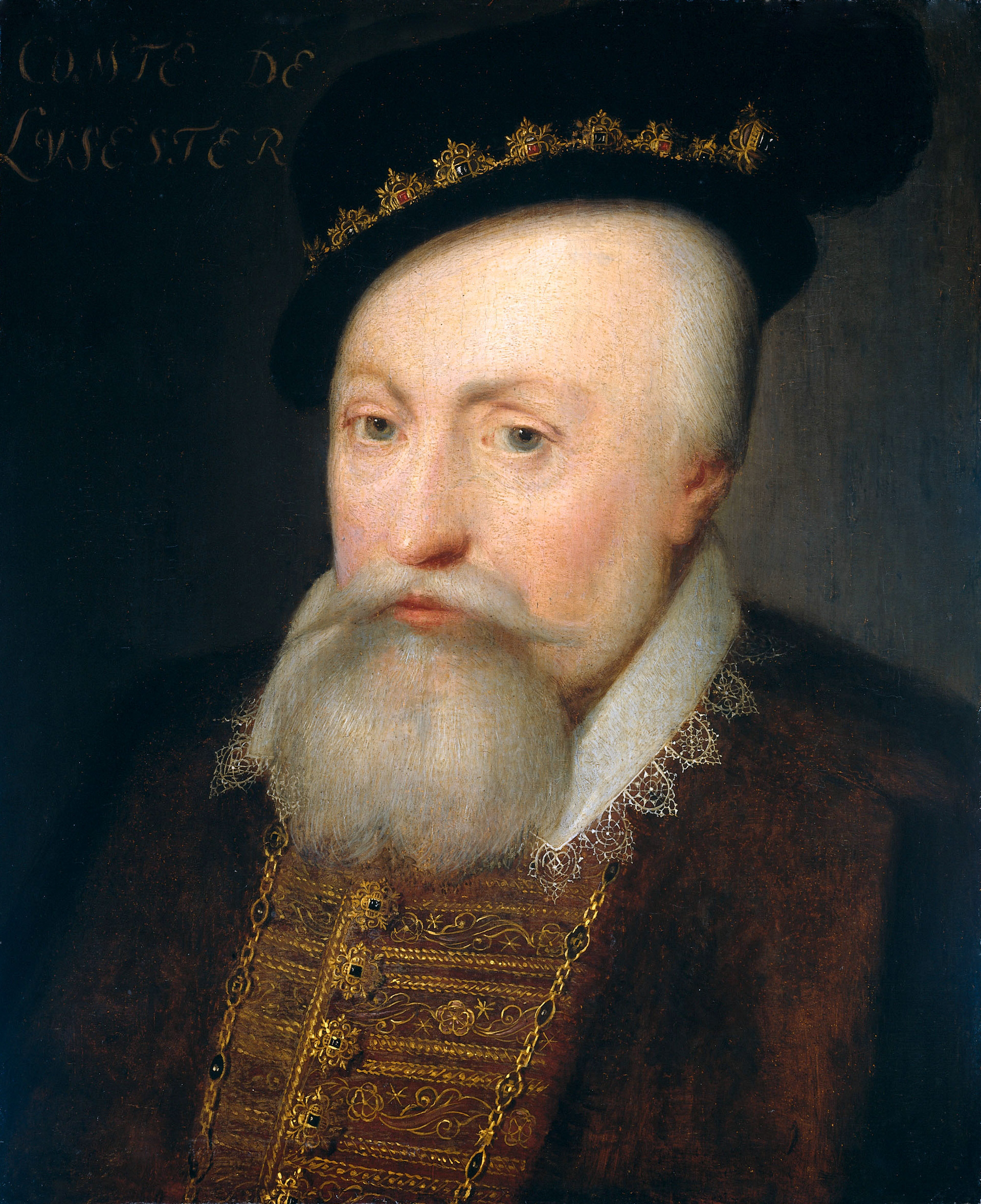
Leicester nei suoi ultimi anni, 1580–85

Nel 1573 si fece notare che non solo la vedova Lady Douglas, ma anche sua sorella nubile, Frances Howard, erano "perdutamente innamorate di lui" e che la regina "non aveva una buona opinione su di loro, tantomeno su di lui" che incoraggiava le loro attenzioni. Comunque nel 1573-74 da Lady Douglas nacque un figlio che fu chiamato Robert Dudley.
L'unico fratello sopravvissuto di Leicester, Ambrose, non aveva figli e se non avesse messo al mondo una prole legittima il ramo della famiglia si sarebbe estinto. Mantenere segreto il secondo matrimonio poteva apparire un fatto di grande importanza, dato che Leicester non desiderava turbare la sua relazione con Elizabeth. La segretezza all'epoca del matrimonio avrebbe potuto rendere più semplice dichiarare in un secondo tempo l'assenza di un contratto legale, quando Leicester desiderava sposare Lady Lettice Knollys. Elizabeth stessa, sentendosi tradita nello scoprire il matrimonio con la Knollys, ricordò a Leicester le voci che lo volevano già impegnato con Lady  Douglas – voci che, se si fossero dimostrate veritiere, l'avrebbero portato a marcire nella Torre.
Nel XIX secolo la questione delle pretese legali dei Sidney sulle proprietà di Dudley fu sollevata quando sir John Shelly‐Sidney rivendicò i titoli di De L'Isle e Dudley, per cui non avrebbe potuto avanzare diritti se il primo Robert Dudley fosse stato onesto e schietto sulle origini del proprio figlio. La camera dei lord condusse dettagliate indagini in materia e concluse che sir John Shelley non aveva potuto stabilire con successo che il matrimonio dei genitori di Robert Dudley, Leicester e Lady Douglas, era legale e perciò il suo diritto alla baronia non era sancito. Leicester, nonostante nutrisse affetto per il figlio, non ne riconobbe mai la paternità.

## Morte

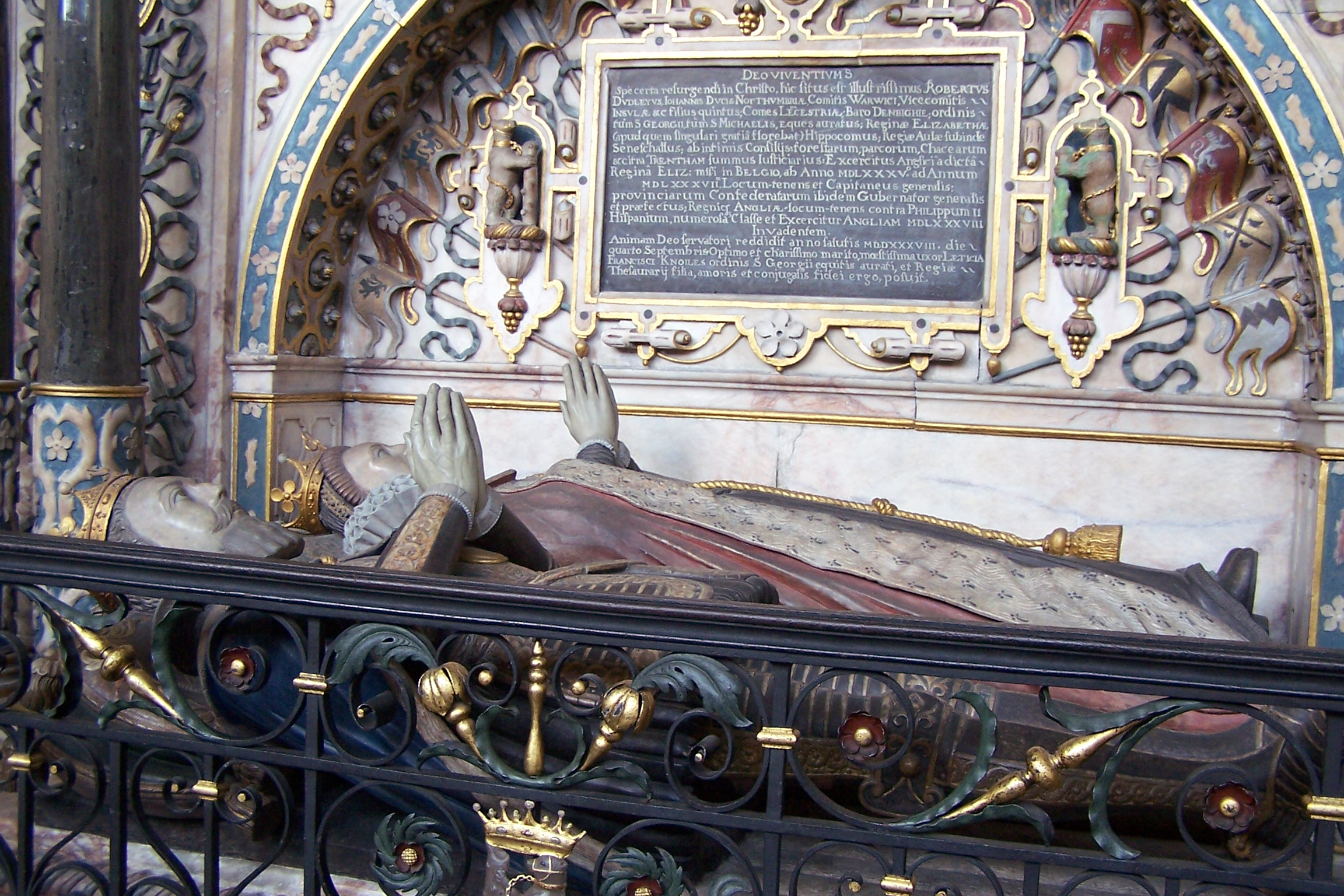
Tomba di Robert e Lettice Dudley

Dudley, tornato finalmente nelle grazie di Elizabeth, ottenne il comando della campagna in Olanda nel 1585 (guerra anglo-spagnola dal 1585 al 1604), culminante nella battaglia di Zutphen. Gli fu concesso il titolo di governatore generale della Repubblica delle Sette Province Unite con il trattato di Nonsuch.
Tuttavia il sostegno diretto degli inglesi si sarebbe dimostrato di poco aiuto alla rivolta. Leicester era un amministratore inefficiente, spesso in conflitto con lo statista olandese Johan van Oldenbarnevelt. Anche le sue imprese militari furono un insuccesso, culminante nella disfatta della battaglia di Zutphen, ed egli si vide costretto a tornare in Inghilterra in disgrazia.
Nel 1588, nonostante si fosse dimostrato un fallimento come condottiero militare, si ritrovò al comando delle forze inglesi di terra contro l'Invincibile Armata spagnola. Gli spagnoli non sbarcarono ed egli morì poco dopo, probabilmente a causa di un tumore allo stomaco. All'epoca della sua morte il posto di favorito della regina passò al suo figliastro Robert Devereux, II conte d'Essex.
Dudley è sepolto nella cappella Beauchamp a St. Mary, Warwick, Warwickshire, Inghilterra. Quando Lettice Knollys morì, nel 1634, fu sepolta accanto a Dudley a St. Mary. Il loro figlio, Robert Dudley, più noto come Lord Denbigh e dagli amici come noble imp, che morì all'età di cinque anni, è sepolto nella Beauchamp Chapel, di fronte ai genitori.

## Residenze
Le principali residenze di Robert Dudley furono : 
- Essex House sul famoso Strand di Londra
- Wanstead nell'Essex
- Kenilworth nel Warwickshire

## Cinema
- Dorothy Vernon of Haddon Hall (1924)
- Elisabetta d'Inghilterra (Fire Over England) (1937)
- Maria di Scozia (Mary of Scotland) (1936)
- Il favorito della grande regina (The Virgin Queen) (1955)
- Kenilworth (1967) Film TV
- The Queen's Traitor (1967) Film TV
- Elisabetta Regina (1971) Miniserie TV
- Maria Stuarda, regina di Scozia (Mary, Queen of Scots) (1972)
- Roberto Devereux (1975) Film TV
- Maria Stuarda (Mary Stuart) (1982) Film TV
- Lady Jane (Lady Jane) (1986)
- Roberto Devereux (1997) Film TV
- Elizabeth (Elizabeth) (1998)
- Elizabeth (2000) Film TV
- Elizabeth I (Elizabeth I) (2005) Miniserie TV
- The Virgin Queen (2005) Miniserie TV
- Reign (2013) Serie TV
- Maria regina di Scozia (Mary Queen of Scots), regia di Josie Rourke (2018)